# Cotycicuiara alternata
Cotycicuiara alternata är en skalbaggsart som beskrevs av Maria Helena M. Galileo och Martins 2008. Cotycicuiara alternata ingår i släktet Cotycicuiara och familjen långhorningar. Inga underarter finns listade i Catalogue of Life.